# Mont Mageik
El mont Mageik és un estratovolcà que es troba a la península d'Alaska, dins el Parc i Reserva Nacionals de Katmai, a l'estat d'Alaska, als Estats Units. El seu cim s'eleva fins als 2.164 msnm. No es té constància d'erupcions confirmades en períodes històrics, però els seus productes eruptius més joves són aparentment de l'Holocè (8.750 a 500 aC). Un jove cràter es troba al flanc nord-est del con del cim central, i és on té lloc una intensa activitat fumaròlica. Els cons volcànics estan formats per andesita, andesita basàltica i dacita.
El volcà està cobert per cendres de l'erupció del Novarupta de 1912 i de la del Trident de 1953.